# Daniel Lalonde
Pour les articles homonymes, voir Lalonde.
Daniel Lalonde, né le 16 juillet 1963 à Cornwall, est un homme d'affaires canadien connu pour être à la tête des marques telles que Louis Vuitton, Ralph Lauren, Nespresso et Moët & Chandon. Il a commencé sa carrière en gestion dans des entreprises telles que Häagen-Dazs et Nepresso, et a par la suite passé dix ans à LVMH au poste de président-directeur général de LVMH Watches & Jewelry North America, Louis Vuitton en Amérique du Nord, et Moët & Chandon au niveau mondial. Depuis 2014, après avoir passé deux années en tant que président international de Ralph Lauren, il est le PDG de l'entreprise française de mode Groupe SMCP jusqu'en 2021.

## Biographie

### Origines
Daniel Lalonde est né en 1963 à Cornwall, dans la province canadienne de l'Ontario. Sa mère travaillait comme infirmière, tandis que son père était enseignant. Parlant couramment le français et l'anglais, Daniel Lalonde a passé sa jeunesse en Cornwall, avec l'ambition de devenir un joueur de hockey professionnel. Il a étudié les mathématiques à l'Université de Waterloo, en Ontario, où il a obtenu un baccalauréat en mathématiques et un diplôme avec distinction. Après avoir travaillé à Toronto pour un cabinet de conseil, il s'est installé en France pour étudier l'administration des affaires à l'INSEAD Business School et a obtenu son MBA.

## Homme d’affaires
Lalonde est resté à Paris après avoir obtenu son diplôme à l'INSEAD, travaillant d'abord dans une société de conseil en gestion, puis à Rothschild. Sa réputation s'est développée alors qu'il était directeur général de la division de magasins de détail de Häagen-Dazs, où il a développé un réseau de 130 magasins dans 12 pays, ce qui a triplé l'entreprise. Au milieu des années 1990, il a participé au lancement de la marque Nespresso de Nestlé en Amérique du Nord, en tant que président-directeur général de Nespresso. Il a également occupé pendant cinq ans le poste de chef des opérations mondial de Nespresso étant basé en Suisse. Selon The New York Sun, Lalonde est crédité de l'augmentation des ventes annuelles de 25 millions de dollars dans cinq pays à 360 millions de dollars dans 30 pays, et Nespresso se retrouve en tête du classement des ventes mondiales pendant quatre années consécutives au cours de son mandat.

### LVMH
En 2002, Daniel Lalonde a été embauché par LVMH - Moët Hennessy Louis Vuitton au titre de président-directeur général de LVMH Watches & Jewelry en Amérique du Nord, supervisant des marques telles que Dior, Chaumet, Zenith, et De Beers LV. Sa première tâche à LVMH a été d'améliorer les ventes de la marque du TAG Heuer. Daniel Lalonde s'est concentré sur les marchés prospères, comme la communauté du golf en Amérique du Nord, et sur les stratégies de vente au détail[source secondaire souhaitée]. Sous Daniel Lalonde, les ventes de TAG Heuer ont représenté plus de 50 % de la croissance du marché de la montre de luxe aux États-Unis en 2004 et, en 2005, TAG Heuer était classée deuxième marque d’horlogerie de luxe.
Daniel Lalonde a été président-directeur général de Louis Vuitton North America, puis est revenu en France pour devenir le PDG mondial des marques Moët et Dom Pérignon de LVMH. En 2010, il est devenu PDG et président mondial de Moët & Chandon et, en juillet 2010, il a été nommé PDG mondial de Moët & Chandon et de Dom Pérignon.[pas clair]

### Ralph Lauren
Après dix ans à LVMH, Daniel Lalonde est devenu président de Ralph Lauren International en janvier 2012, comblant ainsi un poste nouvellement créé, dont il a ensuite démissionné, en décembre 2013.

### SMCP
En mai 2014, il devient président-directeur général de Groupe SMCP, une entreprise française de mode, dans laquelle il devient également investisseur,,. Après sept années passées à la tête du groupe et sur fond de guerre d'actionnaires, il démissionne sans indemnité au milieu de l'année 2021.

## Vie de famille
Il s'intéresse au vin millésimé et à l'œnologie, et possède des caves privées à Paris, en France.